# József Kasza
József Kasza, serb. Jožef Kasa, cyr. Јожеф Каса (ur. 6 lutego 1945 w Suboticy, zm. 3 lutego 2016 tamże) – serbski polityk i ekonomista narodowości węgierskiej, były wicepremier i burmistrz Suboticy.

## Życiorys
Z wykształcenia ekonomista. Pracował w przedsiębiorstwach finansowych. W 1988 został burmistrzem Suboticy, funkcję tę pełnił do 2001. Od 1990 parokrotnie wybierany do Zgromadzenia Narodowego Republiki Serbii. W 1995 stanął na czele Związku Węgrów Wojwodiny. Od stycznia 2001 do marca 2004 sprawował urząd wicepremiera. W 2003 był jednym z liderów koalicji Razem na rzecz Tolerancji, która nie weszła do parlamentu. Wkrótce nowym przewodniczącym związku został István Pásztor. József Kasza otrzymał tytuł honorowego przewodniczącego, jednak w 2010 opuścił partię. Po wycofaniu się z aktywnej działalności politycznej został dyrektorem oddziału Agrobanku. W 2011 na pewien czas tymczasowo aresztowany w aferze dotyczącej nieprawidłowo udzielanych pożyczek, nie został objęty pierwszym aktem oskarżenia w tej sprawie. W 2012 został redaktorem naczelnym regionalnego czasopisma.